# La Breille-les-Pins
La Breille-les-Pins ist eine französische Gemeinde mit 617 Einwohnern (Stand: 1. Januar 2022) im Département Maine-et-Loire in der Region Pays de la Loire. La Breille-les-Pins gehört zum Arrondissement Saumur und ist Teil des Kantons Longué-Jumelles. Die Einwohner werden Breillois genannt.

## Geographie
La Breille-les-Pins liegt etwa 42 Kilometer westlich von Tours und etwa 15 Kilometer nordöstlich von Saumur in der Baugeois. Hier entspringt das Flüsschen Automne, ein Nebenfluss des Authion. Umgeben wird La Breille-les-Pins von den Nachbargemeinden Vernoil-le-Fourrier im Norden, Courléon im Nordosten, Bourgueil im Osten und Südosten, Saint-Nicolas-de-Bourgueil im Südosten, Brain-sur-Allonnes im Süden, Allonnes im Südwesten, Neuillé im Westen und Südwesten sowie Vernantes im Westen und Nordwesten.

## Bevölkerungsentwicklung
| 1962 | 1968 | 1975 | 1982 | 1990 | 1999 | 2006 | 2012 | 2018 |
| ---- | ---- | ---- | ---- | ---- | ---- | ---- | ---- | ---- |
| 332  | 334  | 281  | 270  | 345  | 444  | 537  | 585  | 600  |

## Sehenswürdigkeiten
- Kirche Saint-Étienne
- Benediktinerpriorei, 1169 erstmals erwähnt

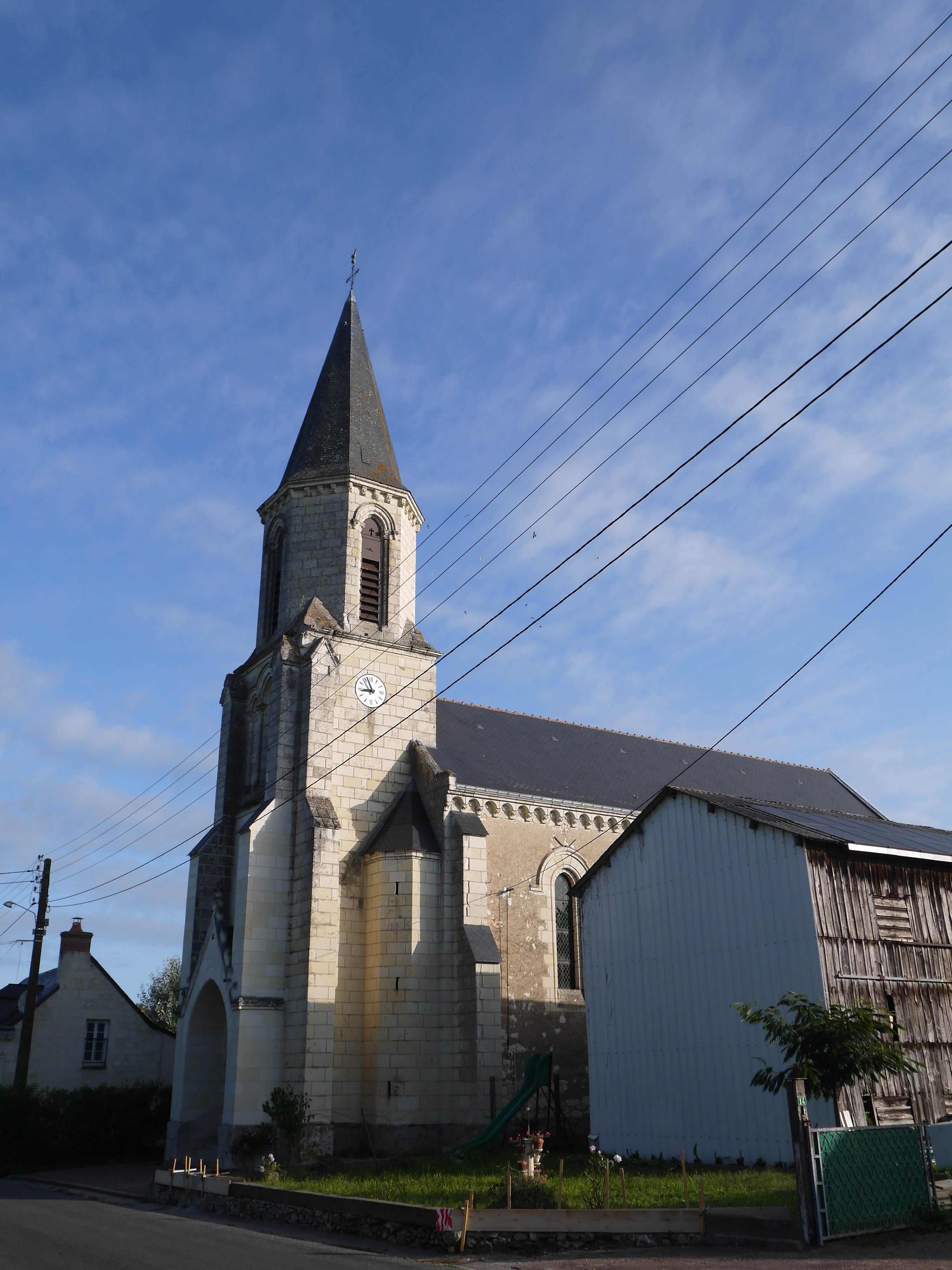
Kirche Saint-Étienne